# Total Divas
Total Divas - американське реаліті-шоу, прем'єра якого відбулася 28 липня 2013 року на телеканалі E!. Кожна серія дає можливість побачити деякі моменти з життя дів WWE. Це вже досить відомі діви: Брі і Ніккі Белла, Наталія, Камерон, Наомі, і Роза Мендес; а також новенькі Єва Марі, ДжоДжо і Саммер Рей. З 26 червня 2014 на WWE Network показують повтор всіх серій, починаючи з першого сезону.

## Виробництво
Шоу Total Divas було запущено в ефір 28 липня 2013 року. 14 серпня 2013 було оголошено, що Е! замовив додаткові шість епізодів, тож перший сезон в цілому складався з 14 епізодів. Шоу виявилося доволі популярним, тож 20 листопада 2013 Джош Метьюз оголосив про зйомки другого сезону. Прем'єра другого сезону відбулася 16 березня 2014 року, під час якого до акторського складу приєдналась Саммер Рей.
19 травня 2014, E! оголосив, що відбудуться зйомки третього сезону Total Divas. Прем'єра шоу відбудеться 7 вересня 2014 року, з оновленнями у акторському складі: до зйомок приєднається Роза Мендес. 
На відміну від інших програм WWE, більшість виконавців використовують свої справжні імена замість псевдонімів.

## Ролі
Головні
- Брі Белла
- Ніккі Белла
- Камерон
- Наомі
- Наталія
- Єва Марі
- Саммер Рей (З 2 сезону по теп.час)
- Роза Мендес (З 3 сезону по теп.час)
- Пейдж (З 3 сезону по теп.час)
- ДжоДжо (1 сезон)

Другорядні
- Денієл Браян (чоловік Брі Белли)
- Джон Сіна (хлопець Ніккі Белли)
- Вінсент (хлопець Кемерон)
- Джиммі Усо (чоловік Наомі)
- Тайсон Кідд (чоловік Наталії)
- Фанданго
- Джонатан Койл (чоловік Єви Марі)
- Сандра Грей (костюмер WWE)

## Рецензії
Мелісса Камачо з Common Sense Media дала оцінку шоу в 2 зірки з 5. Том Конрой з Media Life Magazine сказав, що шоу нецікаве.
Райлі Скай з Dropkick Divas Media дала 4 з 5 оцінку для Total Divas. Також вона заявила, що шоу перевершило її очікування.

## Нагороди та номінації
| Рік  | Нагорода           | Категорія             | Номінація   | Результат    |
| ---- | ------------------ | --------------------- | ----------- | ------------ |
| 2014 | Teen Choice Awards | Вибір ТВ: Реаліті-шоу | Total Divas | В очікуванні |